# Cayetano Marcellano y Agramont
Cayetano Marcellano y Agramont (La Paz, 9 de agosto de 1694 - La Plata, 27 de septiembre de 1760) fue un presbítero católico criollo, obispo de Buenos Aires (1751-1758) y arzobispo de Charcas, cargo para el que fue nombrado el 1 de mayo de 1758.

## Biografía
Cayetano Marcellano y Agramont nació en La Paz en 1696, hijo de José Marcellano y de Isabel de Agramont y Zaldívar, nieto por línea materna de Ermenegildo de Agramont, conquistador de los indios uros.
Cursó en su ciudad natal las primeras letras y latinidad y más tarde pasó al Cuzco, donde estudió artes y teología en el Colegio de San Bernardo entre 1705 y 1715, graduándose luego como doctor en teología en la Universidad de San Ignacio de Loyola.
En 1718 fue nombrado cura y vicario de la iglesia de Chucuito. En 1728 recibió de su obispo la dignidad de canónigo magistral y en 1730 pasó a canónigo de Merced y recibió la dignidad de Chantre. 
En 1735 el obispo Rodríguez Delgado lo nombró provisor del obispado y vicario general. En 1740 era arcedeán y deán en 1741, grado máximo del cabildo eclesiástico.
El 21 de abril de 1749 el papa Benedicto XIV lo designó obispo de Buenos Aires. El 3 de agosto de 1750 fue consagrado por el obispo de La Paz. 
Tras pasar por Córdoba y Luján llegó a Buenos Aires el 6 de diciembre de 1751. 
Su exigencia de entrar en la Catedral Metropolitana de Buenos Aires bajo el palio el día de su iniciación motivó que el gobernador elevara una queja al rey ya que había una prohibición expresa de hacerlo. 
El cronista y naturalista peruano José Eusebio de Llano Zapata entre 1751 y 1755 permaneció en Buenos Aires aprovechando la rica biblioteca de Marcellano y Agramont. Tiempo después solicitaría a Agramont que ayudara a crear una biblioteca pública en Lima, antecedente de la Biblioteca Nacional de ese país.
El 23 de mayo de 1752 se derrumbó una parte de la catedral y entre las seis y las siete de la mañana del día siguiente se desplomaron, según informe del gobernador José de Andonaegui «las tres bóvedas de iguales naves». El obispo informó al rey que fue preciso «derribarla enteramente por la poca firmeza de las paredes que han quedado y empezar su fábrica desde los cimientos con más solidez y extensión que los de la antigua, que por su cortedad no parecía catedral».
Pese a demorarse la autorización real, sin que los planos del arquitecto Antonio Masella estuvieran autorizados, pero contando con el apoyo del Cabildo Eclesiástico y del rico comerciante Domingo de Basavilbaso, el obispo inició los trabajos para construir la nueva catedral, la actual. 
En 1758 se pudo inaugurar la llamada nave de San Pedro, la que se halla a la derecha de la puerta de entrada, y también el nuevo bautisterio. Recién en 1760 llegaría alguna ayuda de la corte.
Fue quien instaló en la catedral procedente del Alto Perú la imagen de la Virgen de la Paz aún venerada en ella. 
El 16 de octubre de 1753 decretó la demolición del templo mandado a construir por el obispo Juan de Arregui en Luján nombrando director y prefecto de la construcción del nuevo Santuario a Juan de Lezica y Torrezuri. 
La nueva iglesia de Luján era necesaria debido a que la concurrencia de los fieles al santuario de la Virgen iba creciendo. La construcción comenzó en agosto de 1754 y se concluyó el 8 de diciembre de 1763. 
Marcellano y Agramont tenía particular devoción a la Virgen por lo que en 1755 solicitó al papa Benedicto XIV el permiso para la celebración del oficio de Santa María en sábado, solicitud a lo que el papa accedió el 11 de septiembre de 1756. 
En 1756 en visita pastoral recorrió la ciudad de Santa Fe y la de Paraná, la capilla del Rosario y nuevamente Luján. En este curato dejó escrito al cura el consejo de que visitara su gente "para socorrer de remedio todos los que le necesitan en alivio de sus almas y servicio de Dios explicando en todas partes la doctrina cristiana". 
Tuvo que intervenir en la prohibición formulada por el obispo Peralta bajo pena de excomunión de los bailes mixtos conocidos como fandango: el rey dejó la resolución de la cuestión al obispo quien decidió levantar las excomuniones de su predecesor. 
En diciembre de 1757 el rey lo propuso para ocupar la arquidiócesis de Charcas y en marzo de 1758 fue nombrado para ese puesto por Benedicto XIV.
Antes de abandonar su diócesis donó seis mil pesos a los jesuitas para costear la labor de dos misioneros que predicasen e instruyesen en la campaña de la provincia de Buenos Aires.
En abril de 1759 el obispo inició su viaje en compañía de Antonio Porlier, llegado de la península en el San Ignacio para tomar posesión de su plaza de fiscal protector de Indios en la Real Audiencia de Charcas. Viajaba acompañado por una comitiva de 24 carretas y 3 carretones, 25 negros bozales y otros negros ladinos, según detallaba Juan de Robles y Amaya, comandante de la Guardia de Luján. Robles efectuó una investigación confirmando que el obispo sólo llevaba tres esclavos a su servicio y que la mayoría de los vehículos transportaban mercaderías que acababa de descargar en Buenos Aires el navío San Ignacio. La caravana era evidentemente utilizada para violar la prohibición de internación de mercaderías dispuesta por la corte a solicitud de los comerciantes de Lima.
Robles comunicó su hallazgo al teniente del rey quien le ordenó no intervenir. Se dirigió entonces al gobernador planteando que "estos chascos suceden todos los días por lo que estoy superfluo en esta guardia y me veo tan aburrido y avergonzado de ver lo que me pasa que no puedo más". Al insistir pidiendo instrucciones por escrito, la respuesta fue finalmente su sustitución.
Tras llegar a La Plata se recibió de su nuevo cargo el 4 de noviembre de 1759, pero al poco tiempo, el 28 de agosto de 1760, moría en esa ciudad. 
En una oración fúnebre publicada en Lima en 1761 se dice de Agramont "que devolvió a los párrocos de Buenos Aires las cuartas que le traían y que condonó a los de la arquidiócesis de La Plata 25 mil pesos, que importaban las de la vacante, que mensualmente hacía repartir dos mil quinientos pesos entre los pobres de parajes distantes, y que cada semana en las puertas del palacio se socorría en Chuquisaca a cuantos se presentaban." Se afirmaba que en cierta ocasión dio a un pobre el colchón en que dormía pasando después la noche sobre una frazada.
Durante la sede vacante se desempeñó como provisor el vicario general y Deán Francisco de los Ríos hasta el 26 de febrero de 1760 en que llegó a la ciudad su sucesor, José Antonio Bazurco y Herrera, elegido en mayo de 1757 por Benedicto XIV.